# Григорово (Палехский район)
Григо́рово — деревня в Палехском районе Ивановской области России. Входит в состав Пановского сельского поселения.

## География
Расположена в северной части Палехского района, на берегу Григоровского пруда на реке Печуге, в 11,8 км к северо-востоку от Палеха (19 км по автодорогам).

## Население
| 1859 | 1905 | 2010 |
| ---- | ---- | ---- |
| 153  | ↗214 | ↘8   |